# Koziatyn
Koziatyn (ukr. Козятин) – miasto na Ukrainie, w obwodzie winnickim, nad rzeką Hujwą, siedziba rejonu koziatyńskiego. Historycznie leży na Podolu.

## Historia
Najstarsza wzmianka o miejscowości pochodzi z 1734 roku. Do 1793 leżała w granicach Korony Królestwa Polskiego, po czym na skutek II rozbioru Polski została włączona do Imperium Rosyjskiego. Impulsem do rozwoju Koziatyna była budowa kolei kijowsko-bałtyckiej w drugiej połowie XIX wieku. Podczas wojny polsko-bolszewickiej w kwietniu 1920 Koziatyn został zdobyty przez Polaków pod dowództwem gen. Jana Romera. 
Podczas okupacji hitlerowskiej, w drugiej połowie lipca 1941 roku Niemcy utworzyli getto dla żydowskich mieszkańców. Przebywało w nim około 1800 osób. W grudniu 1942 roku Niemcy zlikwidowali getto, a Żydów zamordowali. Sprawcami zbrodni była niemiecka żandarmeria oraz ukraińska policja. 
W 2006 w mieście powstała Polska Szkoła Sobotnio-Niedzielna, w 2007 Centrum Kultury Polskiej im. T. Padury, a w 2010 został zarejestrowany Rodzinny Dom Polski im. Rafała Górskiego.

## Zabytki
- Dworzec kolejowy
- Wieża ciśnień
- Gmach Szkoły nr 2

## Urodzeni w Koziatynie
- Ewa Bonacka – aktorka teatralna, filmowa i telewizyjna oraz reżyser teatralny

## Ludzie związani z miastem
- Leon Łapiński – generał brygady Ludowego Wojska Polskiego, urodzony w Koziatynie
- Tymko Padura – poeta i kompozytor, autor pieśni Hej, sokoły, mieszkał i zmarł w Koziatynie[2]

## Galeria

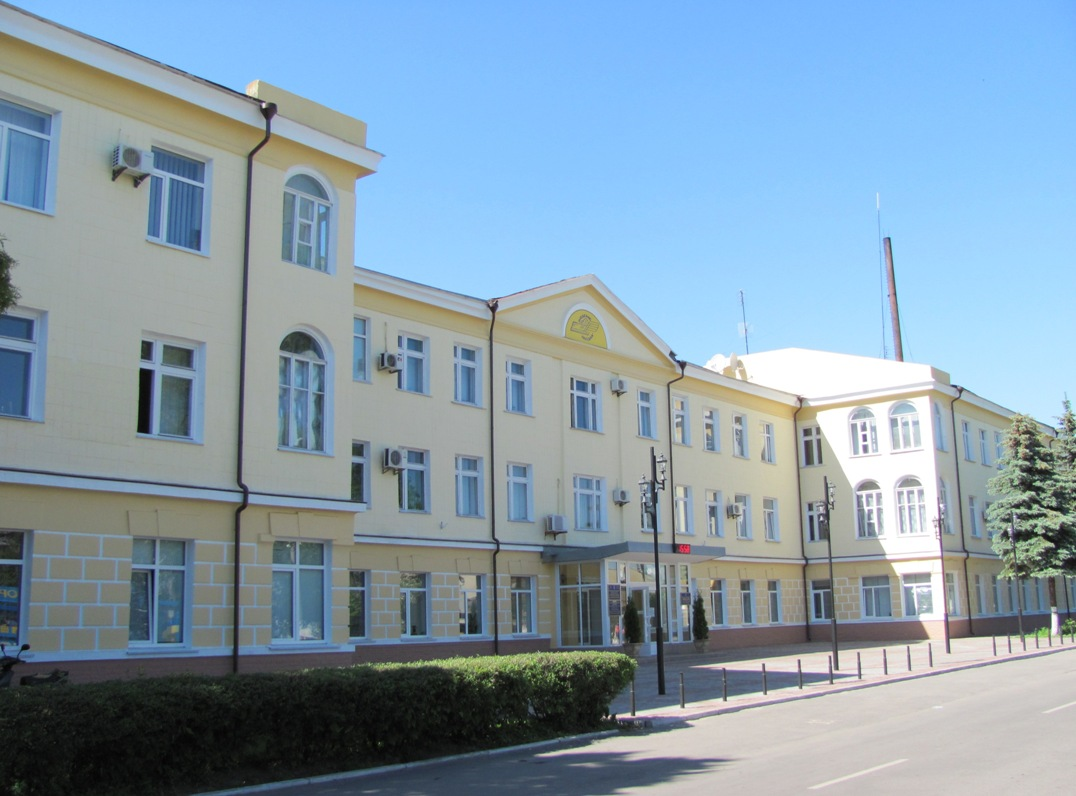
Gmach administracji kolei
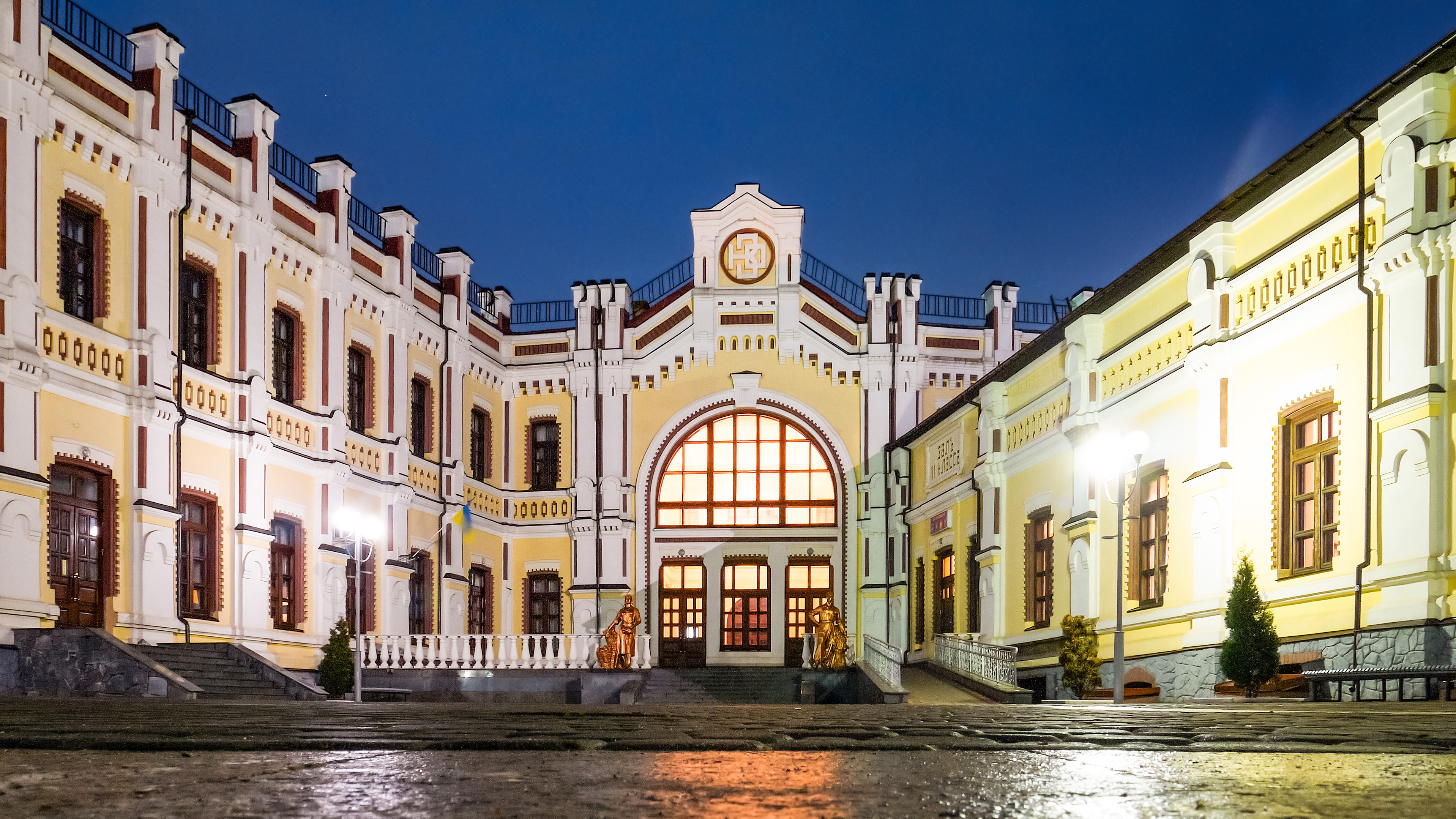
Dworzec kolejowy
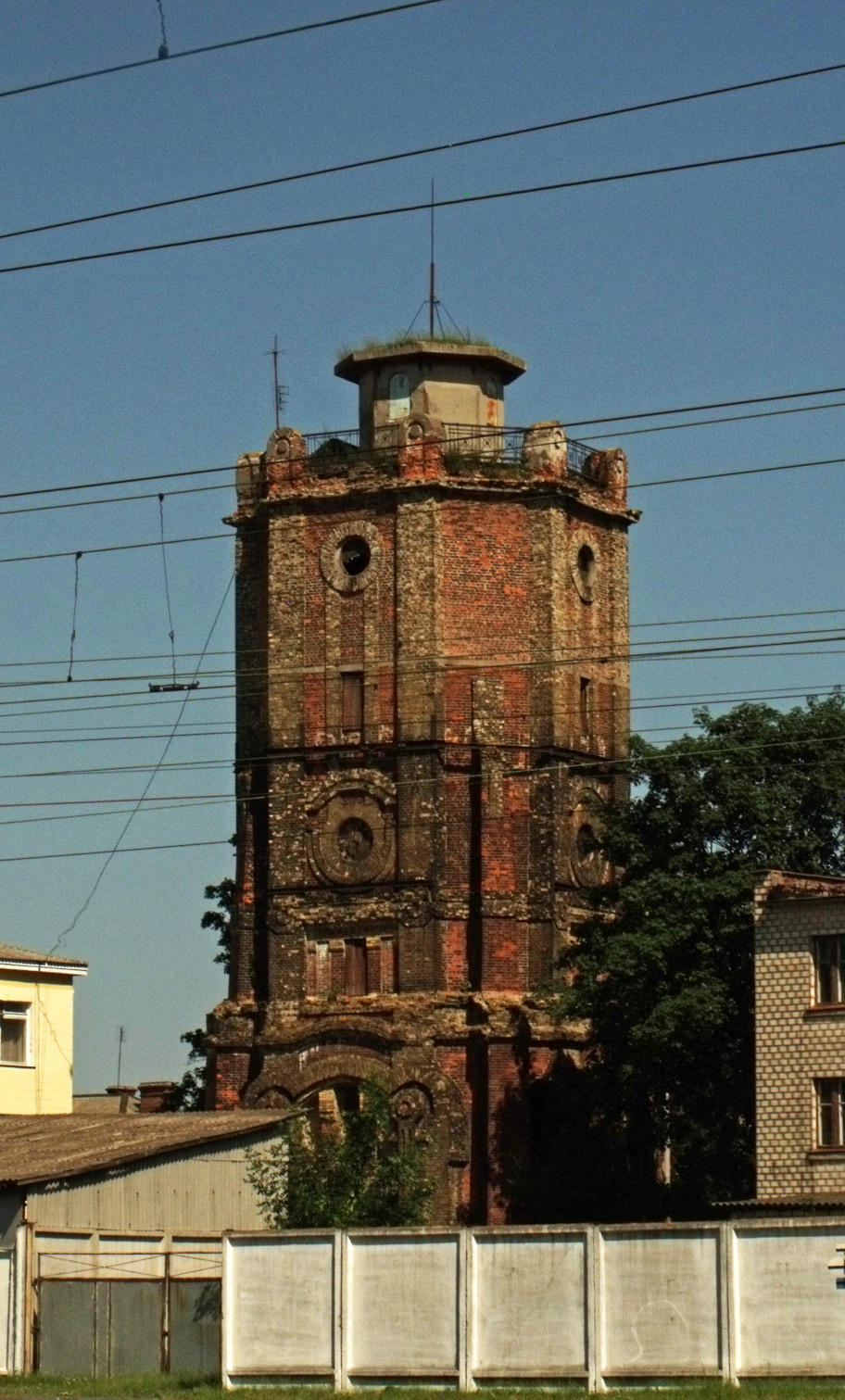
Wieża ciśnień
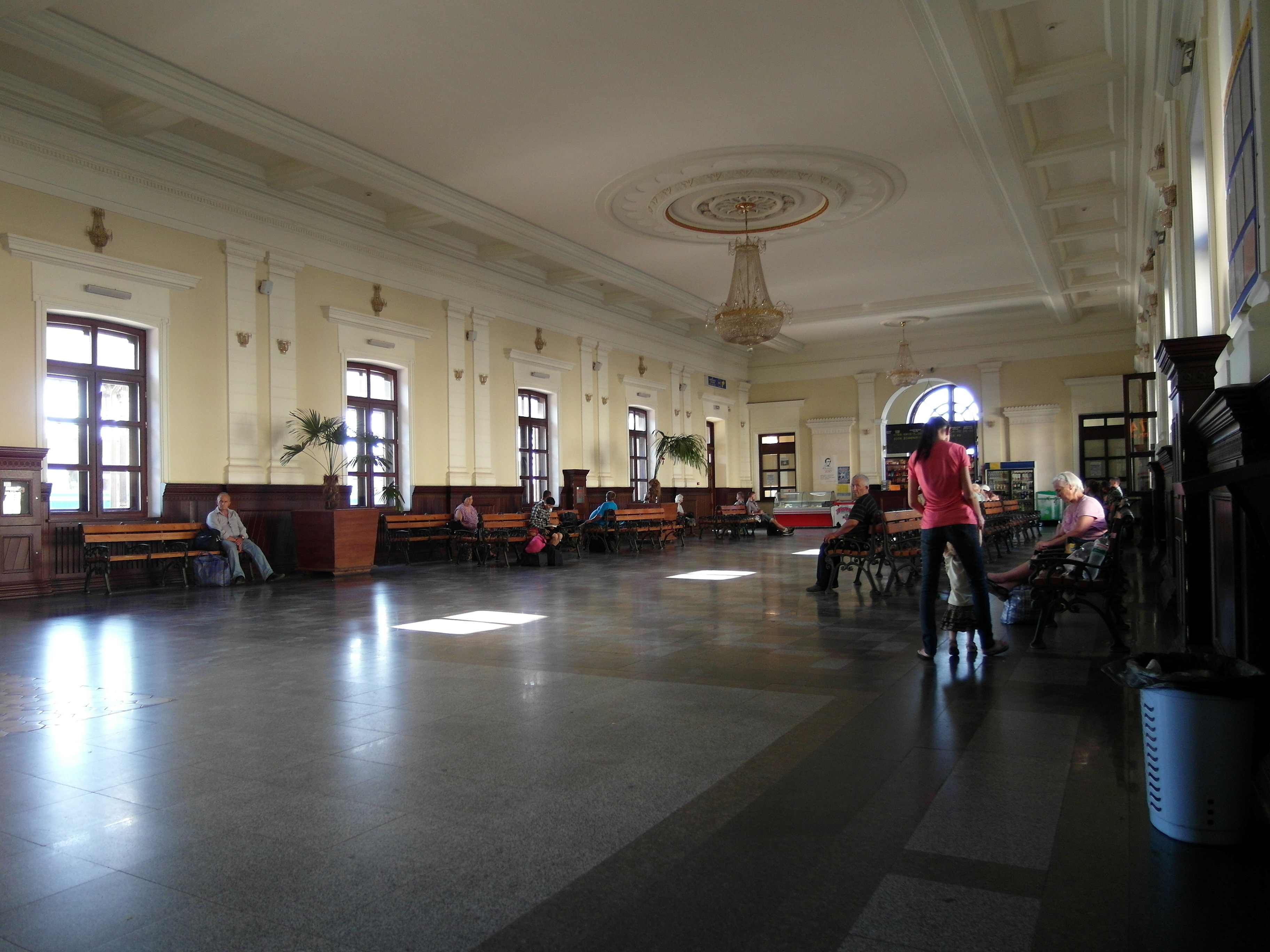
Wnętrze dworca kolejowego

## Miasta partnerskie
- Leżajsk